# Contea di Zhenxiong
La contea di Zhenxiong (镇雄县S, Zhènxióng XiànP) è una contea della Cina, situata nella provincia di Yunnan e amministrata dalla prefettura di Zhaotong.